# I fiumi di porpora - La serie
I fiumi di porpora (Les Rivières pourpres) è una serie televisiva francese che Jean-Christophe Grangé ha ideato dal suo romanzo I fiumi di porpora (1997) e dal successivo adattamento cinematografico diretto da Mathieu Kassovitz (2000).
È stata trasmessa nella Svizzera romanda dal 6 settembre 2018 su RTS Un, in Germania dal 5 novembre 2018 su ZDF con il titolo Die purpurnen Flüsse e in Francia e Belgio dal 26 novembre 2018 su France 2. In Italia le prime due stagioni sono state trasmesse su Rai 4 dal 4 febbraio al 24 marzo 2024.

## Trama
In seguito agli eventi accaduti a Guernon, il commissario Pierre Niémans (Olivier Marchal) viene nominato a capo dell'Ufficio centrale contro i crimini di sangue (OCCS). Fa squadra con la sua ex e migliore allieva Camille Delaunay (Erika Sainte), che il commissario considera come una figlia. Insieme risolveranno le indagini più difficili.

## Episodi
| Stagione         | Episodi | Prima TV Francia | Prima TV Italia |
| ---------------- | ------- | ---------------- | --------------- |
| Prima stagione   | 4       | 2018             | 2024            |
| Seconda stagione | 4       | 2020             | 2024            |
| Terza stagione   | 4       | 2021             | 2024            |
| Quarta stagione  | 4       | 2022             | 2024            |

## Personaggi e interpreti

### Personaggi principali
- Commissario Pierre Niémans, interpretato da  Olivier Marchal, doppiato da Pasquale Anselmo. Una leggenda della polizia francese, nonostante alcune tensioni con i suoi capi e il suo rispetto talvolta dubbioso del protocollo. Senza moglie né figli, Niémans dà anima e corpo alle sue indagini e non si arrende mai, spingendosi sempre oltre i propri limiti. Ma sotto il suo rigido aspetto da poliziotto si nasconde un uomo generoso e profondamente buono che ha passato la vita a cercare la parte cattiva degli uomini.
- Tenente Camille Delaunay, interpretata da Erika Sainte, doppiata da Deborah Ciccorelli. È la controparte femminile di Niémans e la sua migliore allieva all'accademia di polizia. Niémans la tratta come la figlia che non ha mai avuto. Insieme formano una coppia investigativa molto affiatata. Dietro i suoi tratti energici è meticolosa e tenace. Il suo affetto e la sua ammirazione per Niémans la rendono una fedele alleata che non esita a rischiare la vita per colui che le ha insegnato tutto.

### Personaggi secondari
- Laura von Geyersberg, interpretata da Nora von Waldstätten (ep. 1x01)
- Nikolas Kleinert, interpretato da Ken Duken (ep. 1x01-3x04)

## Produzione
Nel dicembre 2015 veniva comunicato l'adattamento del romanzo I fiumi di porpora (Les Rivières pourpres) di Jean-Christophe Grangé in una serie televisiva prodotta da EuropaCorp con la tedesca Maze Pictures come coproduttrice.
Nel 2005 TF1 aveva già valutato l'adattamento per una serie TV ma senza portarlo a termine.
Nel luglio 2017 Olivier Marchal è stato contattato per interpretare il personaggio del commissario Pierre Niémans. L'autore Jean-Christophe Grangé inizialmente voleva Jean Reno, ma «tutti pensavano che fosse troppo vecchio per il ruolo», come spiegò in un'intervista nel novembre 2018.
L'attrice Erika Sainte è stata scelta dall'autore per il ruolo del tenente Camille Delaunay dopo averla notata nella serie TV Baron noir.
Il 17 ottobre 2022 Olivier Marchal ha dichiarato che non avrebbe partecipato a una quinta stagione.
In considerazione anche degli ascolti deludenti della quarta stagione, il 22 giugno 2023 i produttori comunicavano che non ci sarebbe stata una quinta stagione.

### Riprese
Le riprese della prima stagione sono iniziate nel novembre 2017 nella provincia di Namur, in Vallonia, e a Bruxelles. Il sito religioso che si vede in molte scene è l'antica abbazia di Marche-les-Dames, nel comune di Namur.

L'episodio La dernière chasse è stato girato a Château Bayard, nel comune di Eghezée e in una villa modernista del 1927, con un parco di 4 ettari a Blaimont, nel comune di Hastière, a pochi chilometri dal confine francese.

L'episodio Le Jour des cendres è state parzialmente girato nella città di Tournai, in particolare sul sagrato della cattedrale, e nell'Hainaut; la stazione di Liège-Guillemins appare all'inizio dell'episodio; la cappella è l'eremo di Saint-Thibaut, vicino al villaggio di Marcourt, nella provincia del Lussemburgo.

L'episodio La Croisade des enfants è stato girato in parte nella zona di Charleroi; il Collège du Christ-Roi di Ottignies fa da cornice all'Istituto Saint Vincent.
Le riprese dell'episodio Innocentes della seconda stagione sono state girate in Alta Savoia, in parte nello Château des Avenières a Cruseilles, a Sainte-Croix-en-Jarez e nei boschi di Vézelin-sur-Loire, nel dipartimento della Loira.
Le riprese dell'episodio Lune noire della terza stagione sono avvenute in Piccardia, in parte ad Ault (le falesie, la spianata sotto la tempesta, l'ex fabbrica Derloche-Cantevelle trasformata in commissariato), e soprattutto a Hesdin, Passo di Calais, nella villa Debruyne, chiamata anche «château Dalle», con il suo parco di 7000 m², lasciata in eredità nel 2016 al comune di Hesdin.

Per l'episodio XXY, le riprese sono state fatte nel comune belga di Vresse-sur-Semois, nell'agosto 2020.
Nella quarta stagione le riprese dell'episodio Kovenkore sono iniziate il 16 febbraio 2022, per una durata di 45 giorni, nella provincia belga di Namur, in particolare a Viroinval, nel cimitero di Olloy-sur-Viroin.

Le riprese dell'episodio Anima obscura sono avvenute dal 25 aprile al 26 maggio 2022 in Aquitania, in particolare intorno al bacino di Arcachon.

Le riprese dell'episodio La Dernière Vague sono avvenute dal 30 maggio al 28 giugno 2022 nella Gironda, in particolare a Bordeaux.